# 変身男女
変身男女（へんしんだんじょ）は、中華人民共和国の恋愛映画作品。2012年1月26日公開。 紹興新鋭伝媒影視発展制作、福建恆業電影発行および上海炫映影視伝播により配給された。原作は籽月の同名小説『变身男女』。日本未公開。

## あらすじ
発明家（午馬）は、8回の失恋と、8回の離婚を繰り返す女心の理解できない男であった。女心を理解するために「靈魂調換機」を発明したのだった。単民（林志穎）と小艾（姚笛）は互いに見知らぬ男女だったが、ふとしたきっかけにより、その「靈魂調換機」に触れてしまった。単民の魂は小艾の肉体に、小艾の魂も単民の肉体にそれぞれ入れかわってしまう。二人は自分の体に戻るために、様々な方法を試すが、どれもうまくいかない。二人は発明家に会い、二人がお互いに愛し合ったときに、魂が元に戻ると聞き出す。単民と小艾は、元に戻るために過ごしていく中で、本当にお互いのことを好きになっていくのだった。

## 出演者
単民
林志穎
ラジオDJ。入れ替わりをきっかけとして、小艾を好きになっていった。
小艾
姚笛
発明家
午馬
チャーミングな老人。単民と小艾の魂を入れ替えた「霊魂調換機」なる機械を発明した。

## 評価
あるメディアはこの映画を「性別コメディーのトップである」と評した。